# Xico Graziano
Francisco Graziano Neto, mais conhecido como Xico Graziano (Araras, 15 de janeiro de 1953), é um agrônomo e político brasileiro atualmente sem partido.

## Perfil
É engenheiro agrônomo formado pela ESALQ/USP em 1974, Mestre em economia agrária (USP, 1977), Doutor em administração (FGV/SP, 1989), e foi professor da Unesp/Jaboticabal (1976-92). Presidiu a Federação dos Estudantes de Agronomia do Brasil (1972-73).
Já foi conferencista, comentarista do Terraviva e Rede Bandeirantes, articulista do jornal O Estado de S. Paulo, consultor em organização, marketing de agronegócios e sustentabilidade. Sócio-diretor da OIA/Certificação socioambiental.
Foi diretor executivo do site Observador Político/iFHC e articulista semanal do veículo de notícias Poder360.

## Carreira política
Um dos fundadores do PSDB, ocupou vários cargos públicos, destacando-se os de Chefe de gabinete do presidente da República na gestão de Fernando Henrique Cardoso, Presidente do Incra (1995),  Secretário Estadual de Agricultura (1996-98), Secretário Estadual do Meio Ambiente na gestão de José Serra (2007-2010), Deputado Federal pelo PSDB/SP (1998-2006). No início de 2010 deixou o cargo de Secretário do Meio Ambiente do Estado de São Paulo para coordenar a elaboração do programa de governo de José Serra como candidato à presidência. Em 2014, foi um dos coordenadores da campanha do candidato Aécio Neves.
Desligou-se do partido para apoiar a candidatura de Jair Bolsonaro nas eleições presidenciais de 2018. Chegou a ser cotado pelo presidente eleito para assumir o Ministério do Meio Ambiente.
Em 2007 publicou um artigo dizendo que o plástico oxibiodegradável transforma-se em partículas menores que contém metais pesados durante sua degradação, além de liberar gases causadores do efeito estufa, como CO2 e gás metano.

## Livros publicados
- A Questão Agrária e a Ecologia (1982)
- A Tragédia da Terra (1992)
- O Real na Estrada (1995)
- Qual Reforma Agrária? (1996)
- O Paradoxo Agrário (1999)
- Juventude Consciente (2002)
- O Carma da Terra no Brasil (2004)
- O carma da terra no Brasil (2006)
- Almanaque do Campo (2010)
- Desenvolvimento e democracia no campo (2015)

Foi Organizador do livro Renovar Idéias/ITV-PSDB (2006)